# 오에스치 FC
오에스치 푸츠보우 클루비는 브라질의 축구단으로 상파울루주의 이타폴리스를 연고로 한다. 현재 캄페오나투 브라질레이루 세리에 B에 참가하고 있다.

## 우승
- 캄페오나투 브라질레이루 세리에 C: 1

2012
- 캄페오나투 파울리스타 세리에 A2: 1

2003
- 캄페오나투 파울리스타 세리에 A3: 2

1992, 2002
- 캄페오나투 파울리스타 세군다 지비상: 1

1998
- 캄페오나투 파울리스타 세리에 B2: 1

1997

## 선수 명단

### 현역
참고: FIFA 자격 규정에 따라 소속된 국가대표팀 국기를 표시합니다. 선수는 복수의 FIFA 비회원국 국적을 가지고 있을 수 있습니다.
| 번호 | 포지션 | 국적 | 이름 |
| ---- | ------ | ---- | ---- |

| 번호 | 포지션 | 국적 | 이름     |
| ---- | ------ | ---- | -------- |
| -    | FW     |      | 완데르송 |

## 역대 감독
| 감독            | 임기 |
| --------------- | ---- |
| 바우지르 페레스 | 2003 |
| 아르제우 푸크스 | 2011 |